# Stazione di Como San Giovanni
Stazione di Como San Giovanni vasútállomás Olaszországban, Lombardia régióban, Como településen.

## Vasútvonalak
Az állomást az alábbi vasútvonalak érintik:
- Chiasso–Milánó-vasútvonal
- Como–Lecco-vasútvonal

## Kapcsolódó állomások
A vasútállomáshoz az alábbi állomások vannak a legközelebb:
- Chiasso vasútállomás (Chiasso–Milánó-vasútvonal)
- Como Camerlata railway halt (Chiasso–Milánó-vasútvonal, Como–Lecco-vasútvonal)